# Charlie David
Charles David Lubiniecki (sinh ngày 9 tháng 8 năm 1980), được biết đến nhiều hơn với cái tên Charlie David, là một diễn viên, nhà văn, đạo diễn và nhà sản xuất người Canada, được biết đến với vai nam chính trong loạt phim kinh dị LGBT Dante's Cove. Anh cũng đã từng làm người dẫn chương trình truyền hình trên một số chương trình như F.Y.E!, SpyTV, Bump! và Crash Test Mommy.
Ông là chủ sở hữu của Border2Border Entertainment, một công ty sản xuất các dự án phim, truyền hình, truyền thông kỹ thuật số và âm thanh.

## Tiểu sử
Charlie David sinh ra ở Regina, Saskatchewan, và lớn lên ở Yorkton. Gia đình anh là người gốc Ba Lan. Trong thời gian học trung học, David đã biểu diễn trong nhóm nhạc Saskatchewan Express, một chương trình lưu diễn dành cho giới trẻ. Năm 2000, anh tốt nghiệp trường Cao đẳng Nghệ thuật Biểu diễn Canada ở Victoria, British Columbia.
Sau đó, anh chuyển sang đồng sáng lập nhóm nhạc nam 4Now, trong đó anh chơi piano. Ban nhạc đã biểu diễn vòng quanh Canada và Hoa Kỳ và mở màn cho các tiết mục bao gồm Destiny's Child, The Black Eyed Peas và Pink. Ban nhạc đã phát hành hai bản thu âm. Derek James, sau này đóng cùng David trong bộ phim Mulligans, cũng ở trong ban nhạc.
David sau đó chuyển sự chú ý sang dẫn chương trình và diễn xuất. Anh đã dẫn chương trình cho Truyền hình E!, NBC, OUTtv, here! TV, Pink TV, EGO và Life Network trên các chương trình như F.Y.E! năm 2002, SpyTV năm 2001, Bump! vào năm 2005-2012 và Crash Test Mommy vào năm 2004-2005.
Anh xuất hiện trong loạt phim nhỏ Terminal City vào năm 2005 và nhận được hóa đơn thứ hai trong bộ phim đồng tính A Four Letter Word (2007) và Kiss the Bride (2008).
David đã đóng vai chính Toby trong loạt phim kinh dị LGBT Dante's Cove. Nhân vật của anh được miêu tả trong mối quan hệ một vợ một chồng và yêu đương với bạn trai Kevin (Gregory Michael). David cho biết trong một cuộc phỏng vấn, "Điều hấp dẫn [về vai diễn] đối với tôi là khi miêu tả một mối quan hệ đồng tính, trong đó không phải lúc nào cũng là một chàng trai khác nhau mỗi đêm. Nhiều người đồng tính nam và đồng tính nữ theo đuổi—và có—những mối quan hệ yêu đương mà chúng ta rất tận tâm với nhau. Tôi nghĩ đó là những gì Toby mang đến cho chương trình. Anh ấy là người có lý trí và có sự tận tâm nhất định với bạn trai của mình."
David đã lựa chọn một cách có ý thức để công khai là người đồng tính trong cuộc sống cá nhân và sự nghiệp của mình.
David đã viết tiểu thuyết và kịch bản và đóng vai chính trong bộ phim Mulligans, được công chiếu lần đầu tại Liên hoan Inside Out Film and Video ở Toronto vào tháng 5 năm 2007. Mulligans khám phá chủ đề về những gì xảy ra với các cá nhân và gia đình của họ khi một người đàn ông trẻ và cha của bạn anh "công khai".
Ngoài kịch bản cho Mulligans, David cũng đã xuất bản một tiểu thuyết hóa của bộ phim (2009, ISBN 978-1928662198), cũng như tiểu thuyết Boy Midflight (2009, ISBN 9781928662181) và tuyển tập truyện ngắn Shadowlands (2010, ISBN 978-0982767603).
David đóng vai chính trong bộ phim độc lập Judas Kiss với vai Zachary Wells, một nhà làm phim đã trở về trường cũ đặc biệt của mình, nơi anh gặp lại chính người trẻ của mình và có cơ hội thay đổi quá khứ rắc rối của mình để anh có thể tránh được một tương lai đáng lo ngại.
Trong năm 2012 và 2013, David đã sản xuất hai bộ phim tài liệu, I'm a Stripper, do anh viết và đạo diễn, và Positive Youth, về những người trẻ sống với HIV.
Năm 2016, David đã đạo diễn và sản xuất một bộ phim tài liệu mới I'm a Porn Star: Gay4Pay. Đó là một bộ phim tài liệu về những người đàn ông thẳng tính truy cập Gay4Pay và trả lời những câu hỏi như: "Điều gì thúc đẩy đàn ông thẳng làm phim khiêu dâm đồng tính?"  và "Tại sao người đồng tính có thể bị từ chối nếu người đàn ông trên màn hình có ngoại hình, âm thanh hoặc hành vi theo cách có thể nhận dạng là queer?".
David hiện đang sống ở Montréal với người bạn đời của mình.

## Đóng phim

### Sản xuất
- 2004: Is He... (phim ngắn) (liên kết sản xuất)
- 2008: Mulligans (điều hành sản xuất, nhà sản xuất)
- 2008: For My Wife... (phim tài liệu) (executive producer)
- 2009: Beyond Gay: The Politics of Pride (phim tài liệu) (điều hành sản xuất)
- 2009–2012: Bump! (TV series) (liên kết sản xuất)
- 2011: Judas Kiss (điều hành sản xuất)
- 2012: Positive Youth (nhà văn, đạo diễn, nhà sản xuất)
- 2013: I'm a Stripper (nhà văn, đạo diễn, nhà sản xuất)
- 2013: I'm a Porn Star
- 2016: I'm a Porn Star: Gay4Pay (đạo diễn, nhà sản xuất)
- 2018: Drag Heals (đạo diễn, nhà sản xuất)

### Diễn viên
| Năm       | Phim                               | Vai            | Ghi chú    |
| 2002      | Holy Terror                        | David          |            |
| 2002      | Time Machine: St. Peter - The Rock | St. James      |            |
| 2003      | The Sparky Chronicles: The Map     | Hippie         |            |
| 2004      | Is He...                           | Jake           |            |
| 2005      | Reefer Madness: The Movie Musical  | Vũ công nam    |            |
| 2005      | Playing the Role                   | The Actor      |            |
| 2005      | Terminal City                      | Rick           | phim sê-ri |
| 2005 2007 | Dante's Cove                       | Toby           | phim sê-ri |
| 2006      | The L Word                         | Speed Dater    | phim sê-ri |
| 2006      | Godiva's                           | Attractive Man | phim sê-ri |
| 2006      | Ugly Betty                         | Scott          | phim sê-ri |
| 2007      | A Four Letter Word                 | Stephen        |            |
| 2007      | Kiss the Bride                     | Joey           |            |
| 2008      | Mulligans                          | Chase Rousseau |            |
| 2010      | 2 Frogs in the West                | Brett          |            |
| 2010      | Judas Kiss                         | Zachary Wells  |            |
| 2014      | More Scenes from a Gay Marriage    |                |            |
| 2015      | Paternity Leave                    | Ken            |            |
| 2018      | Shadowlands                        | Rudy           | 2 tập      |
| 2019      | Fak Yaass                          | Anh/em họ #1   |            |

## Giải thưởng
David được Tạp chí Out vinh danh là một trong "100 người" vì những đóng góp đáng kể cho văn hóa đồng tính nam năm 2005.